# Le margheritine
Le Margheritine (Sedmikrásky, letteralmente "margherite") è un film surrealista del 1966 diretto da Věra Chytilová.
Generalmente considerato una pietra miliare del movimento della Nová vlna, e rappresentativo della sua estetica psichedelica, inusuale nel resto dei paesi del Patto di Varsavia, fu realizzata con l'aiuto di uno studio cinematografico sponsorizzato dallo Stato. La trama vede le due giovani protagoniste, entrambe di nome Marie, che trascorrono le loro giornate combinando guai in giro per la città e prendendo in giro uomini più o meno attempati.
Girato in maniera innovativa e uscito due anni prima della Primavera di Praga, il film fu bandito dal partito comunista cecoslovacco per "gli sprechi rappresentati" (vi è infatti una scena dove viene distrutto un sontuoso banchetto). A Vera Chytilová fu proibito di lavorare ad altri film fino al 1975. Tuttavia, il film ricevette il Grand Prix del Sindacato belga della critica cinematografica.

## Trama
La sequenza iniziale vede l'alternarsi di un volano per la filatura alternarsi ad aerei della U.S. Navy che sganciano bombe sul Pacifico durante la Seconda Guerra Mondiale. Nella scena seguente le protagoniste annoiate siedono su una piattaforma con indosso i loro costumi da bagno, i loro movimenti e le loro frasi sono robotiche. Le ragazze concludono che se il mondo è diventato cattivo, è il caso di diventare cattive anche loro. La scena successiva mostra Marie I e Marie II danzare di fronte a un albero che somiglia all'Albero della conoscenza del Bene e del Male. Una volta che Marie I mangia una delle mele, cadono entrambe e si ritrovano nel loro appartamento. Nelle scene successive le due Marie vanno ad appuntamenti con uomini più anziani, degli "sugar daddy". Gli appuntamenti vengono fissati da Marie II, mentre Marie I puntualmente si presenta non invitata e approfitta della cortesia del loro ospite, ordinando quantità eccessive di cibo che lei e Marie II mangiano con avidità.
Le ragazze vanno infine in un nightclub stile anni venti, causando un putiferio per il quale vengono messe alla porta. Marie I si ritrova poi nell'appartamento di un collezionista di farfalle infatuato di lei e che lei continua a rifiutare. Le ragazze continuano a giocare scherzi irriverenti a chiunque gli capiti a tiro. Infine, si ritrovano in una fabbrica apparentemente in stato di abbandono. Cercando del cibo, si imbattono in una sala dove una tavola è imbandita con un lussuoso banchetto, apparentemente destinato a funzionari importanti del partito. Le due protagoniste ingurgitano poco cerimoniosamente il cibo in tavola e cominciano a lanciarsi addosso le vettovaglie in una battaglia col cibo che è la scena iconica del film. Vengono però poi punite con il compito di riordinare il disastro che hanno combinato, e quando hanno quasi terminato il loro lavoro (compiuto in maniera approssimativa e sbadata) si distendono sul tavolo per riposare, ma inaspettatamente, il lampadario gigante sul quale si erano precedentemente arrampicate cade loro addosso.